# Elattoneura centrafricana
Elattoneura centrafricana là loài chuồn chuồn trong họ Platycnemididae. Loài này được Lindley mô tả khoa học đầu tiên năm 1976.